# Òpera de Colònia
L'Òpera de Colònia (en alemany: Oper der Stadt Köln o Oper Köln) és el teatre d'òpera principal de Colònia, Alemanya, i és la residència de la seva companyia d'òpera.

## Història
Des de mitjans segle xviii, l'òpera va ser intefrpretada en els teatres de la cort de la ciutat per companyies d'òpera italiana que hi viatjaven. La primera companyia permanent a la ciutat va ser establerta el 1822, i van actuar principalment al Theater an der Schmierstraße (construït el 1783 com a teatre privat i també utilitzat per obres de teatre i concerts). La companyia d'òpera més tard va actuar al Theater in der Glockengasse (construït el 1872) i en el Theater am Habsburger Ring (construït el 1902). Aquest darrer va ser construït per la ciutat de Colònia i va ser el primer teatre dissenyat concretament com a teatre d'òpera.
El 1904 la companyia va passar a dependre de l'administració de la ciutat i va agafar el nom de Oper der Stadt Köln, actuant exclusivament al Theater am Habsburger Ring des del 1906 fins a la Segona Guerra Mundial, quan va ser pràcticament destruït per les bombes aliades. Immediatament després de la guerra, l'empresa va actuar primer a la Universitat de Colònia i després en els reconstruïts teatres Glockengasse i Habsburger Ring. Ambdós teatres varen ser finalment derruïts, i l'empresa moguda al teatre d'òpera actual, que va ser completat el 1957. El disseny modernista del nou teatre va reflectir el repertori en el qual es caracteritza la companyia en la postguerra, que va estrenar moltes òperes noves (normalment una per temporada) i que va produir polèmiques produccions d'obres més velles. L'empresa interpreta aproximadament 25 òperes diferents per temporada que va de setembre a juny. També ha actuat al Festival d'Edimburg i al Festival de Viena durant els mesos d'estiu.

### Estrenes absolutes
Les estrenes absolutes que s'hi ha escenificat la companyia inclou:
- Erich Korngold: Die tote Stadt (4 desembre 1920)
- Alexander Zemlinsky: Der Zwerg (28 maig 1922)
- Franz Schreker: Irrelohe (27 març 1924)
- Siegfried Wagner: Der Heidenkönig (16 desembre 1933)
- Wolfgang Fortner: Bluthochzeit (8 juny 1957)
- Nicolas Nabokov: Der Tod des Grigorij Rasputin (Rasputin's End) (27 novembre 1959)
- Bernd Alois Zimmermann: Die Soldaten (15 febrery 1965)
- Manfred Trojahn: Limonen aus Sizilien (22 març 2003)
- Karlheinz Stockhausen: Sonntag aus Licht (9 abril 2011)

### Directors de música

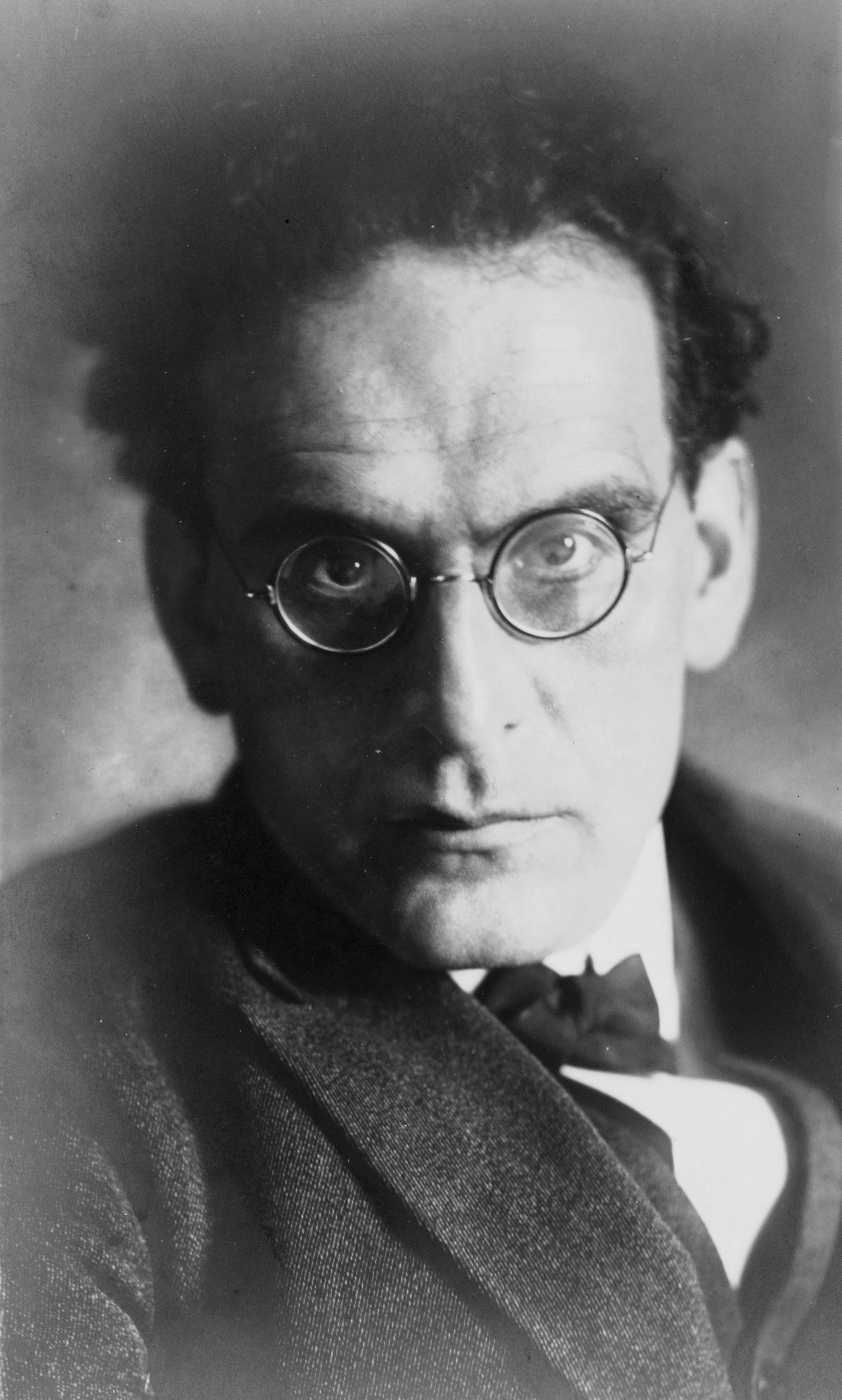
Otto Klemperer, Director de Música de l'Òpera de Colònia de 1917 a 1924

Els directors de Música de la companyia des de 1904, quan oficialment va esdevenir el Oper der Stadt Köln, han estat:
- Otto Lohse (1904–1911)
- Gustav Brecher (1911–1916)
- Otto Klemperer (1917–1924)
- Eugen Szenkar (1924–1933)
- Fritz Zaun (1929–1939)
- Günter Wand (1945–1948)
- Richard Kraus (1948–1955)
- Otto Ackermann (1955–1958)
- Wolfgang Sawallisch (1960–1963)
- Siegfried Köhler (1964)
- István Kertész (1964–1973)
- John Pritchard (1973–1988)
- James Conlon (1991–2004)
- Markus Stenz (2004 –2014)

## El teatre d'òpera
L'actual Oper der Stadt Köln va ser dissenyat per l'arquitecte alemany, Wilhelm Riphahn. Va ser inaugurat el 8 de maig de 1957 amb la presència de Konrad Adenauer, llavors el Canceller d'Alemanya i anteriorment alcalde de Colònia. La primera òpera que s'hi va representar va ser Oberon de Carl Maria von Weber. El juny d'aquell any el teatre va veure la seva primera estrena mundial, Dau Bluthochzeit de Wolfgang Fortner. El mes següent l'empresa d'òpera de La Scala hi va actuar de gira amb Maria Callas en La sonnambula.
El teatre té una capacitat de 1.300 seients i una fossa d'orquestra que pot acomodar 100 músics. Forma part d'un complex d'arts a Offenbachplatz que inclou el Schauspiel Köln (Teatre de Colònia), també dissenyat per Wilhelm Riphahn i construït el 1962. Al final de la temporada 2009/2010, ambdós teatres van tancar per la seva remodelació. Es va tornar a obrir el novembre 2015.